# Bataille du golfe de Kula
Seconde Guerre mondiale - Pacifique
Batailles
Terrestres : 
- Invasion de Tulagi
- Guadalcanal
- Opération Ke
- Nouvelle-Géorgie
- Vella Lavella
- Îles du Trésor
- Choiseul
- Bougainville
- Îles Green

Navales :
- Détroit de Blackett
- I-Go
- Bataille du golfe de Kula
- Kolombangara
- Golfe de Vella
- Vella Lavella (navale)
- Baie de l'Impératrice Augusta
- Horaniu
- Cap Saint-George

La bataille du golfe de Kula est une bataille navale de la guerre dans le Pacifique pendant la Seconde Guerre mondiale, qui a eu lieu la nuit du 5 au 6 juillet 1943 entre la Marine impériale japonaise et la Marine américaine. La bataille, qui s'insère dans le cadre de la campagne des îles Salomon, a eu lieu dans le golfe de Kula au large de l'île de Kolombangara dans les îles Salomon.

## Bataille
Le soir du 5 juillet, la Task Force 18 commandé par le contre-amiral Walden L. Ainsworth et formé des croiseurs USS Helena, USS Honolulu et USS St. Louis, plus quatre destroyers, patrouillait au nord-ouest de la Nouvelle-Géorgie afin d'intercepter un Tokyo Express signalé dans le détroit de Nouvelle-Géorgie.
À 1 h 6 le 6 juillet, alors qu'il se trouvait au large de Kolombangara, le Task Group entre en contact avec un groupe de dix destroyers chargés de troupes de renfort pour leur base de Vila sur Kolombangara et ouvre le feu, coulant le destroyer Niizuki et tuant l'amiral Akiyama.
Profitant du flash de lumière offert par chaque salve tirée par le Helena, deux destroyers japonais tirèrent des torpilles à longue portée et coulèrent le Helena. Les forces japonaises se retirèrent alors sans avoir accompli leur mission, tandis que le Hatsuyuki était endommagé (il allait être bombardé et coulé le lendemain).

### Sources et bibliographie
- (en) David Brown, Warship Losses of World War Two, Naval Institute Press, 1990, 256 p. (ISBN 1-55750-914-X).
- (en) Russell Sydnor Crenshaw, South Pacific Destroyer : The Battle for the Solomons from Savo Island to Vella Gulf, Naval Institute Press, 1998, 283 p. (ISBN 1-55750-136-X).
- (en) Andrieu D'Albas, Death of a Navy : Japanese Naval Action in World War II, Devin-Adair Pub, 1965 (ISBN 0-8159-5302-X).
- (en) Paul S. Dull, A Battle History of the Imperial Japanese Navy, 1941-1945, Naval Institute Press, 1978, 402 p. (ISBN 0-87021-097-1).
- (en) Tameichi Hara, Japanese Destroyer Captain, New York & Toronto, Ballantine Books, 1961 (ISBN 0-345-27894-1).
- (en) Thomas C. Hone, « The Similarity of Past and Present Standoff Threats », Proceedings of the U.S. Naval Institute, Annapolis, Maryland, vol. 107, no 9,‎ septembre 1981, p. 113–116 (ISSN 0041-798X).
- (en) C. W. Kilpatrick, Naval Night Battles of the Solomons, Exposition Press, 1987 (ISBN 0-682-40333-4).
- (en) William L. McGee, The Solomons Campaigns, 1942-1943 : From Guadalcanal to Bougainville--Pacific War Turning Point, vol. 2 : Amphibious Operations in the South Pacific in WWII, BMC Publications, 2002 (ISBN 0-9701678-7-3), « Operation TOENAILS ».
- (en) Samuel Eliot Morison, History of United States Naval Operations in World War II, vol. 6 : Breaking the Bismarcks Barrier, Castle Books, 1958, 463 p. (ISBN 0-7858-1307-1).
- (en) Theodore Roscoe, United States Destroyer Operations in World War Two, Naval Institute Press, 1953, 581 p. (ISBN 0-87021-726-7).